# Teleogramma
Teleogramma – rodzaj słodkowodnych ryb okoniokształtnych z rodziny pielęgnicowatych (Cichlidae).

## Występowanie
Afryka Środkowa – dorzecze dolnego Konga.

## Klasyfikacja
Gatunki zaliczane do tego rodzaju:
- Teleogramma brichardi Poll, 1959
- Teleogramma depressa Roberts & Stewart, 1976
- Teleogramma gracile Boulenger, 1899
- Teleogramma monogramma (Pellegrin, 1927)
- Teleogramma obamaorum Stiassny & Alter, 2015

Gatunkiem typowym rodzaju jest Teleogramma gracile.